# Блер Горн
Блер Горн (англ. Blair Horn, 17 липня 1961) — канадський академічний веслувальник.
Олімпійський чемпіон 1984 року в складі вісімки.